# Abdullah Pacha al-Azm
Abdullah Pacha al-Azm est un homme d'état ottoman qui a été gouverneur du pachalik de Damas, du pachalik d'Alep et du pachalik d’Égypte avant de se retirer à Hama en 1809 où il meurt. Il est membre de la famille politique Al-Azem.

## Biographie

### Début de carrière
Abdullah Pasha sert sous son père Muhammad Pacha al-Azm (en), Beylerbey de Damas de 1773 à 1783, en tant que gouverneur de Tripoli. Abdullah Pasha est nommé gouverneur d’Alep en 1794. Après avoir servi un an en tant que gouverneur d’Alep, Abdullah Pasha est transféré à Damas en 1795. Il remplace son rival de longue date, Djezzar Pacha, qui régnait sur Damas depuis sa forteresse d’Acre, alors capitale de l'eyalet de Sidon,. La nomination d’Abdullah Pasha est bien accueillie par la population de Damas, qui avait prospéré sous le règne relativement long et pacifique de son père, ainsi que par les autres membres précédents de sa famille al-Azm, comme Assad Pacha et Sulayman Pacha al-Azm (en), qui ont également servi en tant que gouverneurs. Abdullah Pasha fait immédiatement remplacer As’ad Effendi al-Mahasini, le mufti de Damas et allié de Djezzar, par Abd al-Rahman Effendi al-Muradi.

### Campagne d'Égypte et de Syrie
Le premier mandat d’Abdullah Pasha s’est terminé en 1798 après une révolte d’Ibrahim Pacha al-Halabi. Djezzar devient rapidement la puissance officieuse de la ville lorsque ses troupes entrent dans la ville,. Abdullah Pasha se réfugie en Égypte et le 3 novembre, il reçoit une lettre de Napoléon Bonaparte le nommant gouverneur.
Pendant le siège de Saint-Jean-d'Acre, Bonaparte s'inquiète de la présence d’importantes forces ottomanes dans les environs. Le 15 avril, le général Jean-Baptiste Kléber lance une attaque avec 2 000 hommes contre les 25 000 cavaliers d'Abdullah,. Kléber n'est pas en mesure de tenir sa position avec des hommes affamés, assoiffés et à court de munitions. Bonaparte arrive à renfort avec environ 2 500 hommes. Les Ottomans sont complètement concentrés sur l’attaque des forces de Kléber donc l’arrivée de Bonaparte sur le champ de bataille est complètement inattendue. Le général attaque le flanc de la formation ottomane, la prenant par surprise et la repoussant. Abdullah et ses hommes fuient avant que des pertes vraiment importantes ne puissent être infligées. On estime que 6 000 membres de l’armée de Damas ont péri.

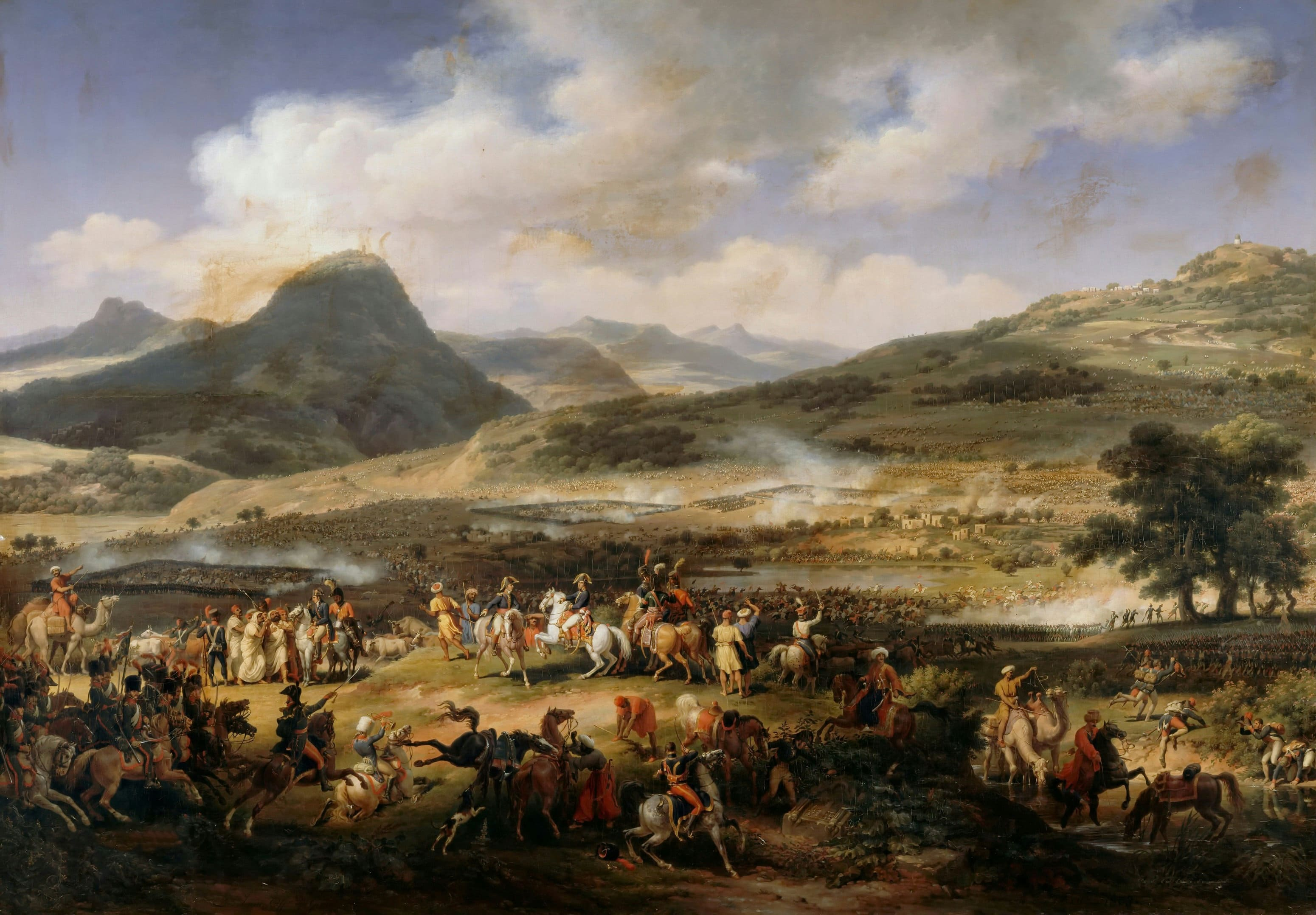
La bataille du Mont Thabor, Louis-François Lejeune, 1808, château de Versailles.
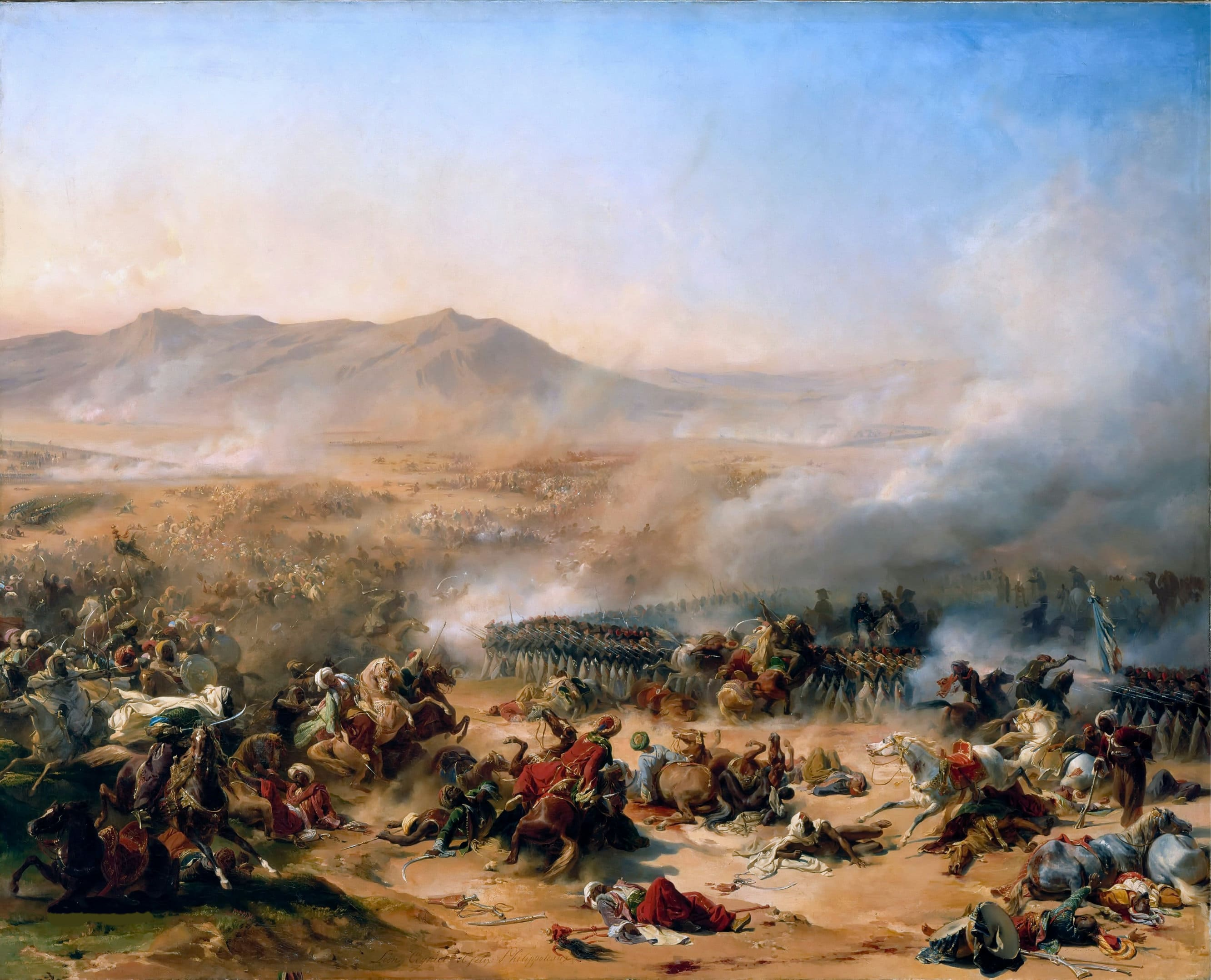
Bataille du mont Thabor, Léon Cogniet, 1838, château de Versailles.

### Conflits avec Djezzar Pacha
Lorsqu’il est renommé gouverneur par le grand vizir Yusuf Ziya Pacha (en) en 1799, sept mois après sa destitution. Abdullah Pasha fait exécuter plusieurs de ses opposants par pendaison au début de son second mandat. Après l’occupation de La Mecque par l’Émirat wahhabite en 1803, Djezzar remplace à nouveau Abdullah Pasha en tant que gouverneur. Abdullah Pasha a conduit la caravane annuelle du Hajj vers la ville sainte islamique, mais reçoit un accueil humiliant par les occupants wahhabites.
Il est destitué alors qu’il assiège Tripoli pour arrêter un allié de Djezzar, Mustafa Agha Barbar. Pendant ce temps, un autre allié de Djezzar, Abdullah Agha al-Mahmud, assiège le bastion d’Azm à Hama. Abdullah Pasha résiste à sa destitution, se retirant brusquement du siège pour soulager Hama. Sur le chemin de la ville, ses troupes pillent certains des villages de l’arrière-pays des régions de Tall Kalakh et du Akkar. Au cours de la bataille de Hama, les forces d’Abdullah Pasha vainquent de manière décisive les alliés de Djezzar, tuant Abdullah Agha. De nombreuses troupes en fuite de ce dernier sont attaquées par des tribus bédouines. Bien que Hama ait subi de lourdes pertes civiles, les alliés de Djezzar ont subi un coup dur. À Damas, le mufti al-Muradi, précédemment nommé par Abdullah Pasha, est emprisonné par Mohammed Aqil et est mort dans sa cellule. Aqil est plus tard amené à Acre et exécuté sur ordre de Djezzar pour apaiser l’indignation du gouvernement impérial ottoman.
De Hama, Abdallah Pasha mène ses troupes vers Damas et, à l’arrivée de son armée, les habitants de la périphérie se retirent dans le centre-ville par peur. Cependant, quand il mobilise des troupes de Hama pour occuper Damas, ses troupes refusent de se battre parce qu’elles ne sont pas payées leur salaire habituel et elles ne veulent pas défier le gouvernement ottoman. Après la mort de Djezzar le 7 mai 1804, Abdullah Pasha est réaffecté au poste de gouverneur pour un troisième mandat. La mort de Djezzar est célébrée par les habitants de Damas, qui n’appréciaient pas son règne brutal.

### Fin de vie
Abdullah Pasha est démis de ses fonctions pour la dernière fois en 1807, les dirigeants wahhabites de facto de La Mecque refusent de permettre à la caravane d’effectuer le pèlerinage à leur arrivée dans la ville, malgré l’accomplissement du paiement habituel aux habitants de La Mecque, à la fois riches et pauvres. Abdullah Pasha refuse d’adhérer à l’exigence des wahhabites que la sécurité de la caravane entre dans les édifices islamiques sans armes et sans le mahmal, une litière cérémonielle décorée de chameau. C’est la première fois que la caravane du Hajj en Syrie n’a pas pu poursuivre son pèlerinage depuis 1757. Abdullah Pasha est remplacé par son principal assistant, Kunj Yusuf Pacha (en). Abdullah Pasha est le dernier membre de la famille al-Azem à gouverner Damas.
Les historiens mentionnent deux fins possibles à la vie d'Abdullah Pasha. Dans la première, soutenue par Linda Schatkowski Schilcher, il se retire à Hama et meurt en 1809. Dans la seconde, soutenue par Dick Douwes, Abdullah Pasha est affecté à de brefs mandats dirigeant l'eyalet d'Adana, puis l'eyalet de Raqqa jusqu’au début des années 1810. Il s’est retiré ensuite dans sa résidence à Hama.